# Suminek (Lublin)
Pour les articles homonymes, voir Suminek.
Suminek (prononciation [suˈminɛk]) est un village de la gmina de Tarnawatka, du powiat de Tomaszów Lubelski, dans la voïvodie de Lublin, situé dans l'est de la Pologne.
Il se situe à environ 2 kilomètres au nord-ouest de Tarnawatka (siège de la gmina), 12 kilomètres au nord de Tomaszów Lubelski (siège du powiat) et 96 kilomètres au sud-est de Lublin (capitale de la voïvodie).

## Administration
De 1975 à 1998, le village était attaché administrativement à l'ancienne voïvodie de Zamość.

Depuis 1999, il fait partie de la nouvelle voïvodie de Lublin.